# Zion-Mount Carmel Highway
La Zion-Mount Carmel Highway est une route des comtés de Kane et Washington, dans l'Utah, dans le sud-ouest des États-Unis. Moitié est de l'Utah State Route 9, elle franchit notamment le Virgin River Bridge, le Pine Creek Bridge et le Zion-Mount Carmel Tunnel au sein du parc national de Zion. Livrée en 1930, elle est inscrite au Registre national des lieux historiques depuis le 7 juillet 1987. Elle a en outre été désignée Historic Civil Engineering Landmark en 2012.